# Castel dell'Ovo
Castel dell'Ovo ("Dvorac jaje") je dvorac uz more u Napulju, smješten na nekadašnjem otoku (a danas poluotoku) Megaride, u Napuljskom zaljevu u Italiji. Ime dvorca potječe od legende o rimskom pjesniku Vergiliju, koji je u srednjem vijeku bio na glasu kao veliki čarobnjak i proricatelj budućnosti. Prema legendi, Vergilije je stavio čarobno jaje u temelje kako bi poduprlo utvrde. Ono ostaje tamo zajedno s njegovim kostima, a da je ovo jaje razbijeno, dvorac bi bio uništen i uslijedio bi niz katastrofalnih događaja za Napulj. Dvorac se nalazi između četvrti San Ferdinando i Chiaia, a preko mora se  nalazi četvrt Mergellina.

## Povijest tijekom rimskog doba
Castel dell'Ovo je najstariji dvorac u Napulju. Grčki kolonisti iz Cumae su osnovali izvornu jezgru grada u 6. stoljeću prije Krista upravo na ovom mjestu, na tadašnjem otoku Megaride. Lokacija pruža izvrstan pogled na napuljsku rivu i okolicu.
U 1. stoljeću prije Krista rimski patricij Lucije Licinije Lukul na tom je mjestu sagradio dio veličanstvene vile, kasnije nazvane Castellum Lucullanum.
Valentinijan III je sredinom 5. stoljeća utvrdio ovo mjesto, a upravo u tu utvrdu je posljednji zapadnorimski car, Romul Augustul, prognan 476. Eugipije je nakon 492. na tom mjestu osnovao samostan

## Povijest od normanskih do napoleonskih osvajanja
Ostatke građevina iz rimskog doba i kasnijih utvrda srušilo je lokalno stanovništvo u 9. stoljeću kako bi spriječili da ih iskoriste Saracenski pljačkaši. Prvi dvorac na tom mjestu sagradili su Normani u 12. stoljeću. Roger Norman, osvojivši Napulj 1140., učinio je Castel dell'Ovo svojim sjedištem. Važnost Castel dell'Ovo počela je opadati kada je kralj Karlo I. Anžuvinski (vladao 1266.–85.) sagradio novi dvorac, Castel Nuovo, i tamo preselio svoj dvor. Castel dell'Ovo postao je sjedište Kraljevske komore i Državne riznice. Služio je i kao zatvor. Godine 1191., carica Konstanca od Svetog Rimskog Carstva, kći Rogera, bila je zarobljena tijekom borbe sa svojim nećakom Tancredom, kraljem Sicilije za krunu Sicilije, a sicilijanski kancelar Matthew d'Ajello pisao je Tancredu nagovarajući ga da je zaključa u otok Castel dell'Ovo da bude bolje čuvana i izolirana od ljudi, te je pisao plemiću Aligernu Cottoneu zaduženom za obranu Napulja naređujući mu da "ut imperatricem in Castro Salvatoris ad mare benè custodiat" (čuva caricu u "Dvorcu Spasitelj" (tj Castel dell'Ovo) u moru). Međutim, Constance je sljedeće godine oslobođena i konačno je postala kraljica Sicilije. Godine 1268. ovdje je, prije suđenja i pogubljenja, bio zatvoren kralj Konradin. Također su ovdje bila zatočena i djeca Manfreda, kralja Sicilije nakon njegovog neuspjeha. Godine 1381., kraljica Joanna I. Napuljska također je neko vrijeme bila tamo zatvorena nakon što je bila prisiljena predati se svom neprijatelju Karlu od Durazza, budućem Karlu III. od Napulja, prije njezina ubojstva.
Sadašnji izgled potječe iz vremena aragonske dominacije (15. stoljeće). Gađalo ga jr francusko i španjolsko topništvo tijekom talijanskih ratova; u Napuljskoj Republici 1799. njegove puške koristili su pobunjenici kako bi odvratili filo- burbonsko stanovništvo grada.
Nakon dugog razdoblja propadanja lokalitet je dobio današnji izgled opsežnom obnovom započetom 1975. godine.

## Sadašnjost
U 19. stoljeću oko istočnog zida dvorca razvilo se malo ribarsko mjesto Borgo Marinaro, koje još uvijek postoji. Danas je poznat po marini i restoranima. Dvorac je pravokutnog tlocrta, otprilike 200 puta 45 metara u najširem dijelu, s visokim bastionom koji gleda na nasip koji ga povezuje s obalom; nasip je dug više od 100 metara i popularno je mjesto za fotografiranje vjenčanja mladenaca. Nekoliko zgrada često se koristi za izložbe i druge posebne događaje unutar zidina dvorca. Iza dvorca nalazi se dugačak rt koji je nekada vjerojatno služio kao pristanište. Velika okrugla kula stoji izvan zidina dvorca na jugoistoku.
Podvodni arheolozi otkrili su nešto što se čini kao 2500 godina stara luka povezana s podrijetlom prvog grčkog naselja Paleopolisa (koje je prethodilo drevnom gradu Neapolisu, sada Napulju ) u moru pokraj dvorca. Četiri tunela, ulica široka 10 stopa koja pokazuje brazde u skladu s prometom kolima i rov koji je vjerojatno izgrađen kao obrambena struktura za vojnike potopljeni su neposredno uz dvorac. Otkriće je objavljeno u ožujku 2018., nakon identifikacije izvorne luke Neapolis u rujnu 2017.

## Vanjske poveznice
|  | Zajednički poslužitelj ima još gradiva o temi Castel dell'Ovo |